# 第三世界の長井
『第三世界の長井』（だいさんせかいのながい）は、ながいけんによる日本の漫画作品。『ゲッサン』（小学館）にて、2009年6月号（創刊号）から2019年1月号まで連載された。2017年11月号以降の回は単行本未収録。

## 概要
ものごとの意味や関連性が歪み、すべてが不条理と化すことによって崩壊しつつある（らしい）世界を舞台に、その世界の「主人公」である青年・長井と、彼に注目する謎の少年の二人を中心に展開される、メタフィクションの性格を持った不条理SF。シュールで支離滅裂なギャグに織り交ぜて、無数の暗示やほのめかしが挿入される形式で進行し、何がこの物語の真実・実相なのかは非常に難解になっている。このため単行本第1巻の帯でも「初級者は『神聖モテモテ王国』からお読み下さい。『第三世界の長井』は真性です。」と注意書きが入っている。
連載終了後の2020年、公式アカウントがTwitterに開設。未発表のコマが投稿されると共に、ながいによる「５巻分は描いたけどこれをどうすべきかわからないし面倒なので、とりあえず６巻目に入ってる」との告知が行われた。

## 登場キャラクター
長井（ながい）
青年。本来のこの世界ではありえない、異様な存在の高校生。他の登場人物とは異なる雑なタッチで描かれている。台詞は漢字の割合が他のキャラと比較して明らかに少ない特徴的な表記であり、話す内容や行動も支離滅裂。宇宙人から地球を守る使命がある様だが自分でもよく理解していない。これら異様な要素は全て、「アンカー」と呼ばれる設定に改変された結果らしく、しかし普通の人々にはその異常さが認識できない。
変身アイテム「ぬくもり棒」によって「スパークチェンジ」の掛け声とともに変身ヒーロー「ストロング・ドグマ」に変身する。だがストロング・ドグマは長井が勝手に名乗っただけで博士は「ぬくもり」と名付けていた。それを知った長井は激昂する。
博士（はかせ）
「秘密防衛組織ドングリーズ」の博士を自称する男。『科学忍者隊ガッチャマン』の南部博士に酷似した容貌をしているがほぼ常に直立不動で正面を向き、表情も全く変わらず、まるでコピーの様に動じない。仰々しい話し方で、長井に宇宙人との戦闘を命じる。長井同様「アンカー」の設定に改変された存在であり、話す内容は支離滅裂である。頭頂部に巨大なトゲを生やしている。一人称は「わい」。
移動要塞ドングリフリーダム
巨大戦艦とロボットをデタラメに組み合わせたような外見の、秘密防衛組織ドングリーズの移動基地で、古代ムー文明の遺産という設定。青島文化教材社のプラモデル『合体巨艦ヤマト』のパロディー。
I・O
帽子を被った少年。実質的な主人公。正確な名は不明（音那からは「ショウ」と呼ばれているが本人は否定している）だが、第2巻からはI・Oの名前が出始める。長井を監視する任務を負っており、その滅茶苦茶な行動や周囲の現象に驚いたりツッコんだりする。（この作品世界の、以前の）「神」であったが、終わりの見えているこの世界を放棄したという。
音那（おとな、もしくは、ねな）
少女。I・O同様の「神」であり、この世界での役割を引き継ぎ、長井の存在に深く関わっているらしい。少年にとっては「敵」であり、「詐欺師」「とんでもねえ悪魔」などと評される。なぜかいつもアイドル衣装をまといマイクを持っている。
うるる
本来は長井の同級生にすぎなかったが、アンカーの上書きによって突然髪の色が青くなり、翌日からは博士の娘という設定になっていた。長井を「この世界の主人公」としてプロデュースすることに執念を燃やす。頭にゼンマイがのっかっているがアクセサリーか何かの装置かは分からない。世界の真実を知っているかのような発言をする。
マッハエース（松葉英数）
本来この世界に存在するはずのない「宇宙連ぽう」から派遣されてきたヒーローを自称、しかしストーカー体質の問題児。「マッハゴー」のかけ声で変身、移動時にピコピコと足音がする。初期タツノコプロ作品風の外見で、やはり長井同様にアンカーで改変された存在と思われるが、今のところよくわかっていない。
すい星号
マッハエースの乗機。宇宙連ぽう所属の人工知能を持つ宇宙艇だが、マッハエースを人格破綻者扱いし見下している。『スーパージェッター』の流星号のパロディー。
跳ビ跳ネサセ星人
長井たちの前に現れた最初の宇宙人。どう見ても中に人が。相手を跳びはねさせられる。長井が跳びはね逃げた後立ち去った。
爆破星人(ばくはせいじん）
コンピューターのような片言で話す。指差した先を爆破するらしい。民間のヘリコプターを巻き添えで墜落させた。長井のはなった緩いパンチで緩くふっとんで爆死する。
クッ付カセル星人(くっつかせるせいじん)
『マッドマックス2』の悪役ヒューマンガスに似た恐ろしいルックス。警官に職質されて戦闘どころでなくなり泣いて逃走、長らくマスコミを騒がせることになる。
ラーメン星人(らーめんせいじん)
クリフォトの闇の紅の皇女「ヴェーレ・アク・リーベル・ロクェレ」を自称する。ラーメンの丼をもった女子中学生にしか見えない。中二病がかったセリフを吐く。必殺技は麺を自在に操り相手を拘束したりする「実写版デビルマン」。ドンブリを落として割ると我に返ったように大人しくなり立ち去る。
火山噴火星人(かざんふんかせいじん)
背広を来た男性の姿をしている。『はだしのゲン』作者である中沢啓治の作風に似た外見だが、該当するキャラは中沢作品にはいないのか、「版権的にもセーフな男」を自称する。「わしは豊かな大地になる」のセリフで現実に火山を爆破できる。I・Oのとっさのアンカーで自動的に死亡。
衝撃星人(しょうげきせいじん)
自らを「ボンバー」と名乗る異形の者。最もクリーチャーっぽい外見だがそれ以外はただの酔っ払いのフリーター。必殺技「クールジャパン」はかなりの威力で、長井を瀕死の重体まで追い詰めた。警官隊があらわれるとコソコソと立ち去った。
復讐サレ星人(ふくしゅうされせいじん)
長井の旧友ポールを窒息死させたという、外見は若い女性の星人。突然口など体腔から触手を吐き出したグロテスクな姿となり迫ってくるが、長井のパンチ一発で死亡した。
邪神星人(じゃしんせいじん)
博士からの警告の直後に現れた『野望の王国』のキャラクターに見える男がこの星人かと思われたが、実は長井達の学校の教頭だった。その後I・Oが知覚した邪神星人と思われる存在は、日本に向けて海底を進む、眼球と触手を生やした巨大な脳髄のような外見の、グロテスクな旧支配者めいた姿をしていた。
キャプテン・トーマス
『神聖モテモテ王国』のキャラクターだが、突然この世界にも現れた。I・Oは初見で彼が何者かを理解している。
ファーザー
キャプテン・トーマス同様に『神聖モテモテ王国』のキャラクターなのだが、こちらはI・Oが知らない存在であり、長井並みにこの世界を歪ませる存在であると認識された。劇中、モテモテ王国の新作ストーリーを丸一話分演じている。
カンジ
I・Oがアンカーについて報告している3人のうちの一人。メガネをかけたクールな雰囲気の青年だが興奮すると難解すぎて何を言っているのかわからない説明をしだす。
オタ丸
長井の友人。オタクだがやけにやさぐれている。それでいて発言は妙に良識的。
関羽、張飛
長井の友人で義兄弟（？）。長井を「兄者」と呼んでいるがタメ口で会話している。
ビル
うそ空手家。長井のアメリカでの知人で長井曰く「人生の先輩」。回想シーンのみ登場。彼女に貢いだ挙句に二股かけられたり、パチンコ攻略法に手を出してサラ金で借金したりとロクでもない人。
伊藤純一(いとうじゅんいち)
ぬくもりの頭の先っぽの丸いやつに魂を宿している近所の無職。少年や音那の正体を知っていたりと謎が多い。
ジャック・ダニエル
長井の父親。一週間前死んでいた。長井がくじけそうになると幻影となって長井を勇気づける。羽田空港のロビーにいたときは鹿児島旅行に行こうとしていた。なぜか実写。実際に肖像権的な問題が発生したらしく、目の部分を隠した姿で現れるようになり、それをネタにした会話をする。

## アンカー
長井や、博士を含む周囲の異常な出来事を設定する「アンカー」なる物が、便箋に入った手紙の形で登場する。「エクリチュール・アンカー」とも呼ばれる。その内容はまさに物語の登場人物を設定する様な文章で、それを設定したと思われる者のペンネームらしき物が続いて書かれている。多数存在するそれらは、「設定3 主人公は平凡な高校生」「設定4 主人公は正義を愛し平和を慈しむ選ばれた勇者」「設定28 主人公は西郷隆盛を敬愛している」「設定77 主人公の父親はディオに間接的に殺害された」など、まるで適当に思いついた事柄を羅列しただけのようにバラバラ・出鱈目で、長井の異常性の由来になっているらしい。新たに加えられた設定は上書きされ、登場人物や状況をさらに改変する。かつて2ちゃんねるのニュース速報（VIP）板で流行した、指示したアンカーの通りに話を展開させるルールの「安価スレ」が元ネタと思われる。

## 単行本
1. 2013年1月11日発売 ISBN 978-4-09-124231-0
2. 2013年1月11日発売 ISBN 978-4-09-124232-7
3. 2015年7月10日発売 ISBN 978-4-09-126278-3
4. 2017年10月12日発売 ISBN 978-4-09-127899-9